# Louis Auguste d'Albert d'Ailly
Louis Auguste d'Albert d'Ailly, vévoda de Chaulnes (francouzsky Louis Auguste d'Albert d'Ailly, duc de Chaulnes, comte de Picquigny, vidame d'Amiens) (22. prosince 1676 Saint-Germain-en-Laye – 9. listopadu 1744 Paříž) byl francouzský šlechtic a generál. Od mládí sloužil v armádě a díky příslušnosti k nejvyšší aristokracii prodělal rychlou kariéru, vyznamenal se statečností v dynastických válkách přelomu 17. a 18. století. V roce 1741 dosáhl nejvyšší vojenské hodnosti maršála Francie. Po starší rodové linii převzal v roce 1711 titul vévody de Chaulnes.

## Životopis
Pocházel ze starého šlechtického rodu připomínaného od 12. století, narodil se jako pátý syn Charlese Honoré d'Albert, vévody Luynes (1646–1712), po matce Jeanne Marie Colbertové (1650–1732) byl vnukem prvního ministra Jeana-Baptista Colberta. Po smrti tří starších bratrů se stal po otci druhým následníkem v pořadí a předurčeným dědicem vévodského titulu Chaulnes, který užíval jeho strýc Charles d'Albert d'Ailly (1625–1698). Od roku 1692 byl znám pod zřídka užívaným titulem vidam d'Amiens, v šestnácti letech vstoupil ke sboru královských mušketýrů a již o rok později byl poručíkem. Ve Flandrech se zúčastnil bojů v rámci devítileté války a brzy získal hodnost plukovníka pěchoty, zastával také čestné funkce ve správě Pikardie.
Na začátku války o španělské dědictví byl pobočníkem vévody burgundského v Německu (1701), po smrti svého mladšího bratra Louise Nicolase, rytíře d'Albert (1679–1701) převzal velení pluku jezdectva, s nímž byl přeložen do Itálie a pod maršálem Villeroyem bojoval v prohrané bitvě u Chiari. S Villeroyem byl převelen do Flander a v roce 1704 byl povýšen na brigádního generála. Statečností se vyznamenal v bitvách u Ramillies (1706), Oudenaarde (1708) a Malplaquetu (1709; zde byl zraněn), mezitím dosáhl hodnosti maréchal de camp (generálmajor) (1708). Ještě před koncem války o španělské dědictví odešel do soukromí (1713), zúčastnil se ale další války proti Španělsku a v roce 1718 byl povýšen na generálporučíka. Za války o polské dědictví bojoval na Rýně a zúčastnil se Philippsburgu (1735). Nakonec získal nejvyšší vojenskou hodnost maršála Francie (1741). Maršálskou hůl převzal z rukou Ludvíka XV. 11. února 1741 ve Versailles.
V roce 1711 získal titul vévody de Chaulnes s právem pairství.
V roce 1704 se ve Versailles oženil s Anne Romaine de Beaumanoir-Lavardin (1688–1745), dcerou markýze de Lavardin, velvyslance v Římě. Z jejich manželství se narodilo sedm dětí, tři synové zemřeli ještě před otcem. Dědicem vévodského titulu byl čtvrtý syn Michel Ferdinand d'Albert d'Ailly (1714–1769), který v armádě dosáhl hodnosti generálporučíka, amatérsky se zabýval astronomií a byl čestným členem Akademie věd.